# Satz von Mertens (Cauchy-Produkt)
Der Satz von Mertens (nach Franz Mertens) ist ein mathematischer Lehrsatz aus der Analysis, der eine Aussage über die Konvergenz eines Cauchy-Produkts zweier Reihen liefert.

## Formulierung
Sind {\displaystyle \textstyle A=\sum _{k=0}^{\infty }a_{k}} und {\displaystyle \textstyle B=\sum _{k=0}^{\infty }b_{k}} konvergente Reihen, wobei mindestens eine der beiden absolut konvergiert, so konvergiert das Cauchy-Produkt {\displaystyle \textstyle \sum _{k=0}^{\infty }c_{k}}, wobei {\displaystyle \textstyle c_{k}=\sum _{j=0}^{k}a_{j}b_{k-j}} ist, gegen {\displaystyle AB}.

## Beweis
Ohne Einschränkung sei {\displaystyle A} die absolut konvergente Reihe.
Zu zeigen ist nun, dass die Partialsumme {\displaystyle \textstyle S_{n}=\sum _{k=0}^{n}c_{k}} gegen {\displaystyle AB} konvergiert.

Cauchyprodukt

Im Folgenden sei {\displaystyle \textstyle A_{n}:=\sum _{k=0}^{n}a_{k}} und {\displaystyle \textstyle B_{n}=\sum _{k=0}^{n}b_{k}}.
1. {\displaystyle AB} lässt sich schreiben als {\displaystyle \textstyle (A-A_{n})B+\sum _{k=0}^{n}a_{k}B}
2. {\displaystyle S_{n}} lässt sich schreiben als {\displaystyle \textstyle \sum _{k=0}^{n}a_{k}B_{n-k}}

Die Differenzbildung 1.- 2. ergibt
{\displaystyle AB-S_{n}=(A-A_{n})B+\sum _{k=0}^{n}a_{k}(B-B_{n-k})}
Dabei konvergiert {\displaystyle (A-A_{n})B} gegen Null und mit {\displaystyle N:=\left\lfloor {\tfrac {n}{2}}\right\rfloor } lässt sich letzte Reihe aufspalten zu
{\displaystyle \underbrace {\sum _{k=0}^{N}a_{k}(B-B_{n-k})} _{=P_{n}}+\underbrace {\sum _{k=N+1}^{n}a_{k}(B-B_{n-k})} _{=Q_{n}}\,.}
Es gilt
{\displaystyle |P_{n}|\leq \sum _{k=0}^{N}|a_{k}|\cdot |B-B_{n-k}|\leq \max _{N\leq k\leq n}|B-B_{k}|\,\sum _{k=0}^{N}|a_{k}|\to 0\,,}
denn letzter Ausdruck ist ein Produkt von einer Nullfolge mit einer beschränkten Folge. Da die Nullfolge {\displaystyle (B-B_{k})} beschränkt sein muss, gibt es ein {\displaystyle C>0} mit {\displaystyle |B-B_{k}|<C\quad \forall k\in \mathbb {N} }. Daher ist
{\displaystyle |Q_{n}|\leq \sum _{k=N+1}^{n}|a_{k}|\cdot |B-B_{n-k}|\leq C\sum _{k=N+1}^{n}|a_{k}|\to 0}
nach dem Cauchy-Kriterium. Also gilt {\displaystyle AB-S_{n}\to 0}, woraus unmittelbar {\displaystyle S_{n}\to AB} folgt.

## Das Cauchy-Produkt unter bedingter Konvergenz
Sind beide Ausgangsreihen nur bedingt konvergent, dann muss das Cauchy-Produkt nicht konvergieren, wie das Beispiel zeigt: Das Cauchy-Produkt der Reihen {\displaystyle A,B} mit {\displaystyle a_{k}=b_{k}={\tfrac {(-1)^{k}}{\sqrt {k+1}}}} konvergiert nicht, siehe Cauchy-Produktformel#Eine divergente Reihe. 
Hardy zeigte allerdings, dass das Cauchy-Produkt auch für zwei nur bedingt konvergente Reihen konvergiert, wenn die Folgen {\displaystyle a_{k}\cdot k} und {\displaystyle b_{k}\cdot k} beschränkt sind. Für die bekanntermaßen nicht absolut konvergenten Ausgangsreihen 
{\displaystyle A=B=\sum _{n=0}^{\infty }(-1)^{n}{\frac {1}{2n+1}}}
mit Wert {\displaystyle {\tfrac {\pi }{4}}} ist das Cauchy-Produkt also konvergent mit Wert {\displaystyle {\tfrac {\pi ^{2}}{16}}}.